# Licytacja (gry)
Licytacja – w grach karcianych, np. brydżu, tysiącu element gry w karty, podczas której gracze zabiegają o wzięcie, zagranie, wyjście, itp. 
Np. podczas gry w brydża gracze licytują atut, ustalają wysokość kontraktu (ile wezmą lew) i sposób jego realizacji np; z kontrą bądź rekontrą. Zbiór zasad i reguł związanych z przebiegiem i sposobem  licytacji w brydżu  określany jest systemem licytacyjnym.  
W tysiąca natomiast licytują, ile ugrają punktów. Licytacja jest zwykle jednym z najciekawszych i najbogatszych w emocje elementów gier karcianych.